# Vuurkambraam
Vuurkambraam (Rubus rubrumcadaver) is een plantensoort uit het geslacht braam (Rubus).

## Determinatie
Vuurkambraam is een halfstruik. De soort bloeit met rozerode bloemen. De smalle bloeiwijze heeft sterk teruggeknikte stekels. De bladeren zijn vijftallig met een elliptisch tot omgekeerd eirond topblaadje. Ze zijn dicht behaard en beklierd.

## Ecologie
Vuurkambraam komt vooral voor in bossen en bosranden op eutrofe maar zure zandgrond.

## Verspreiding
Het verspreidingsgebied van vuurkambraam is klein en strekt zich uit over Midden- en Oost-Nederland en de omgeving van Kleef.